# Céaux-d'Allègre
 Céaux-d'Allègre  es una población y comuna francesa, situada en la región de Auvernia, departamento de Alto Loira, en el distrito de Le Puy-en-Velay y cantón de Allègre.

## Demografía
| 771 | 676 | 621 | 511 | 428 | 412 |
| Para los censos de 1962 a 1999 la población legal corresponde a la población sin duplicidades (Fuente: INSEE [Consultar]) |     |     |     |     |     |